# Ernesto Hoost
Ernesto Frits Hoost (* 11. Juli 1965 in Heemskerk) ist ein ehemaliger niederländischer K1-Kämpfer. Sein Spitzname lautete Mr. Perfect. Er ist 189 cm groß und wiegt 108 kg.

## K-1-Karriere
Ernesto Hoost gab sein K-1-Debüt im ersten K-1 World Grand Prix Finalturnier am 3. April 1993 gegen seinen niederländischen Landsmann Peter Aerts, den er in drei Runden einstimmig bezwingen konnte. Danach konnte er im Halb-Finale Maurice Smith in der dritten Runde ausknocken, was ihm seinen ersten – von insgesamt fünf – World Grand Prix-Finalkämpfen bescherte. Den Kampf verlor er allerdings bereits in der ersten Runde gegen den Kroaten Branko Cikatić, der Hoost durch einen harten Punch Knockout (k.o.) schlagen konnte. 1993 konnte Hoost trotzdem einen Titel gewinnen, er sicherte sich nämlich den K-2-Titel, den er durch drei Siege erreichen konnte.
Hoost hatte den Grundstein für eine erfolgreiche K-1-Karriere gelegt, die er viel später – 2002 – sogar durch seinen vierten World Grand Prix Triumph krönen konnte, denn mit vier Titeln hält er bis dato den Rekord.
Nach seinem ersten K-1-Finale 1993 konnte er unter anderem sieben Kämpfe vorzeitig durch K. o. beenden, bis ihn Peter Aerts im World Grand Prix Finalturnier 1995 im Halbfinale stoppte; der Kampf wurde nach Punkten in der Extra-Runde seitens von Aerts entschieden, dem somit eine Revanche geglückt war.
Nach dieser Niederlage konnte Hoost 1995 und 1996 z. B. namhafte Kämpfer wie Andy Hug sowie Mirko „Cro Cop“ Filipovic bezwingen; Filipovic konnte er sogar in der dritten Runde ausknocken. Das war im Viertelfinale des K-1 World Grand Prix Finalturniers 1996, das für Hoost wieder im Halbfinale endete, weil ihn Andy Hug in der Extra-Runde durch einen Punktsieg bezwingen konnte.
1997 schlug aber endgültig seine Stunde, als er den starken Jérôme Le Banner, Francisco Filho und im Finale dann Andy Hug besiegen konnte; Le Banner knockte er bereits nach 75 Sekunden in der ersten Runde aus.
Der Sieg über Hug brachte ihm seinen ersten K-1 World Grand Prix Titel ein, den er im Folgejahr allerdings im Viertelfinale wieder verlor, da er seinen Kampf gegen Sam Greco verlor beziehungsweise das Handtuch geworfen wurde.
Einer der bittersten Stunden in der Karriere von Ernesto Hoost, der sich aber im Jahr darauf wieder eindrucksvoll zurückmeldete:
Im K-1 World Grand Prix Finalturnier 1999 schaltete er den Schweizer Andy Hug, den Franzosen Jérome Le Banner und dann im Finale schließlich Mirko Filipovic aus. Le Banner knockte er in der zweiten Runde aus, Filipovic in der dritten Runde und sicherte sich somit seinen zweiten World Grand Prix Erfolg binnen drei Jahren.
Im Folgejahr konnte er seinen Titel dann sogar verteidigen, als er wieder Filipovic, Filho und im Finale Ray Sefo nach Punkten bezwingen konnte – Hoosts dritter Streich binnen vier Jahren. Vom 10. Dezember 2000 (Viertelfinale Filipovic) bis zum 17. August 2002 konnte er seine längste Siegesserie feiern, als er elf Kämpfe in Folge gewann; darunter befanden sich sogar vier Knockouts.
Erst der niederländische „Hightower“ Semmy Schilt stoppte ihn, wenngleich der Kampf mit einem Unentschieden endete. 2002 musste er – inzwischen 37 Jahre alt – zwei empfindliche Niederlagen gegen den Newcomer Bob „The Beast“ Sapp einstecken, da beide Kämpfe auch nicht über die volle Kampf-Distanz gingen und der zweite sogar das – eigentliche – Aus im Viertelfinale des K-1 World Grand Prix Final-Turniers 2002 bedeutete.
Allerdings konnte Sapp nicht gegen Ray Sefo antreten und so fand sich der bereits geschlagene Altmeister dann urplötzlich doch im Halbfinale dieses wichtigsten K-1 Turniers wieder.
Er bezwang Sefo nach nur 109 Sekunden und sicherte sich seinen fünften Finalkampf innerhalb der letzten neun Jahre, den er gegen Le Banner bestreiten musste und glücklich gewann.
Le Banner bot einen tollen Kampf, doch in der dritten Runde musste er auf Grund eines Armbruchs aufgeben und Hoost sicherte sich seinen vierten Titel und wurde somit Rekordhalter.
2004 war hingegen bereits im Viertelfinale gegen seinen niederländischen Landsmann Endstation, am 2. Dezember 2006 schaffte er es erneut bis ins Halbfinale, wo er allerdings wieder gegen einen Niederländer verlor: Semmy Schilt.
Das war Hoosts letzter Kampf. Seine Karriere konnte er also mit seiner insgesamt 8 Halbfinalteilnahme beenden und ging mit insgesamt 4 Titeln als K-1 Legende, die eine Bilanz von 74 Kämpfen aufweist, von welchen er 59 gewinnen konnte; 37 sogar vorzeitig.

## Erwähnenswertes
In Hoost Karriere gab es nur ein Unentschieden; kein Kampf wurde nicht gewertet.
Hoost traf insgesamt fünf Mal auf den Franzosen Jérôme Le Banner, den er drei Mal bezwingen konnte.
Hoost musste vier Mal gegen seinen niederländischen Landsmann und dreifachen Titelträger „The Dutch Lumberjack“ Peter Aerts antreten; zwei Kämpfe konnte er für sich entscheiden.
Auch gegen den Schweizer K-1 World Grand Prix Champion von 1996 Andy Hug hat er vier Mal gekämpft, drei Auseinandersetzungen hat er für sich entscheiden können;
gegen seinen niederländischen Landsmann Semmy Schilt (K-1 Champion 2005–2007, 2009) hat er drei Mal gekämpft (kein Sieg), genau wie gegen den Kroaten Mirko Filipović (drei Siege), den Neuseeländer Sefo (drei Siege) und den Deutsch-Kroaten Stefan Leko (drei Siege).
Mittlerweile ist Hoost als Coach tätig.

## Titel
- Holländischer Meister 1987 Thaiboxen
- Europameister 1988 Savate-Boxe Française
- Europameister 1988 Thaiboxen
- ISKA Europameister 1988 Halbschwergewicht
- W.K.A-Europameister 1988 Halbschwergewicht
- Weltmeister 1989 Savate-Boxe Française
- Weltmeister 1989 Thaiboxen
- IKBF Weltmeister Halb-Schwergewicht
- W.K.A-Weltmeister 1990 Halbschwergewicht
- ISKA Weltmeister 1994 Halb-Schwergewicht
- K-2 World Grand Prix Champion 1993
- K-1 World Grand Prix 1993 Finalist
- K-1 World Grand Prix 1993 Champion
- K-1 World Grand Prix 1997 Finalist
- K-1 World Grand Prix 1999 Champion
- K-1 World Grand Prix 2000 in Nagoya Finalist
- K-1 World Grand Prix 2000 Champion
- K-1 World Grand Prix 2001 in Melbourne Champion
- K-1 Australien Grand Prix 2001 Champion
- K-1 World Grand Prix 2002 Champion